# Henri Dufranne
Pour les articles homonymes, voir Dufranne.
Henri Dufranne est un auteur de bande dessinée français né le 27 mai 1943 à Paris. Longtemps dessinateur de l'ombre, il a été l'assistant de Marcel Gotlib, de Roger Mas et de Christian Godard. Il est surtout connu pour sa reprise de Gai-Luron.

## Biographie
Après une enfance sans histoire et de retour de l'armée, Henri Dufranne entame une carrière de dessinateur en 1964. Il commence par publier Thermogène, sur des scénarios de Jean-Marie Pinçon, dans le magazine Record. Il entre ensuite chez Aventures et Voyages, où il réalise les aventures Titchioli, le gondolier, puis réalise des histoires courtes dans les fascicules de Bibi Fricotin et des Pieds Nickelés à la SPE.
En 1967 sa carrière prend un tournant. Il entre à Vaillant, où il réalise des jeux d'après le personnage de Gai-Luron, créé par Marcel Gotlib. Au même moment il fait quelques incursions dans Pilote en réalisant de courts récits scénarisés par Reiser, Fred, Jacques Lob ou René Goscinny. Il n'y travaille que deux ans, mais Goscinny lui présente Christian Godard, auteur de Martin Milan, qui cherche un assistant. Dufranne entre alors à son service et réalise divers encrages et lettrages. Parallèlement, il continue à travailler dans Vaillant, participant au Journal des jeux et encrant de plus en plus fréquemment les travaux de Gotlib.
En mars 1967, les éditions Vaillant, pour tirer parti du succès du personnage, lancent Gai-Luron Poche. Gotlib assure le scénario et le dessin des deux premiers numéros et laisse l'encrage à son assistant mais à partir du numéro 3, submergé par le travail, il confie à Dufranne la réalisation complète des 100 gags de chaque numéro. Trimestriel, le poche paraitra jusqu'en février 1976, affichant 37 numéros.
Le glissement vécu dans Gai-Luron Poche se produira également sur la série régulière. Encreur de la plupart des récits depuis 1967, Dufranne devient le dessinateur de la série en 1969 (Pif Gadget n°27), puis en devient l'auteur complet l'année suivante (Pif Gadget n°96). Gotlib cesse alors toute participation à Pif Gadget et se consacre à sa carrière d'auteur adulte dans Pilote puis dans L'Echo des savanes et Fluide glacial. Menant de front les poches et une double page hebdomadaire, il publie parfois les aventures de Tico, un petit Indien, dans Pif et encre également de nombreuses planches de Pifou pour Roger Mas (il en revendique 560). Enfin, en 1975, il crée Réhak l'idiot des cavernes pour la SEPP sur des scénarios de Michel Motti.
En 1976, il entre en conflit avec les éditions Vaillant au sujet du statut d'auteur, réclamant d'être traité comme un pigiste et non plus comme un travailleur indépendant. L'affaire se conclut devant les prudhommes et il est remercié, Gai-Luron n'est pas repris et ses apparitions futures sont exclusivement des rééditions. Il entre alors dans Tintin, journal concurrent, pour lequel il réalise entre 1978 et 1986 de nombreux épisodes de Pamphile et Philéas sur des scénarios de Godard. 
En 1977-1978, il crée la grenouille Plop, avec Serge Le Tendre au scénario, dans une revue éponyme financée par la compagnie pétrolière Antar. On peut également y lire les aventures de Norbert le Lézard, par Régis Loisel et Patrick Cothias. Le magazine ne comptera cependant que six numéros.
Avec Dominique Rocher, il réalise deux longs épisodes des Aventures de Bédé dans Télé Junior, au début des années 80. Publiés en albums par les éditions Glénat, ils constitueront pendant plus de vingt ans les seuls albums de Dufranne.
Toujours très productif, il entre en 1978 dans Le Journal de Mickey et y reste jusqu'en 1994, date de son départ à la retraite. Il y dessine la plupart des personnages classiques de l'éditeur.

## Publications
- Gai-Luron Poche, encrage des planches de Gotlib (n°1-2) puis réalisation intégrale des gags (n°3 à 37), Vaillant, 1967-1976.
- Les Aventures de Bédé, scénario de Dominique Rocher, Glénat :

1. Le Ciel en herbe, 1982.
2. L’Échelle de la Terre, 1984.

- Gai-Luron - Inédits, La Vache qui médite :

1. Opus 1, préface de Gotlib, 2012.
2. Opus 2, 2013.
3. Opus 3, 2013.
4. Opus 4, 2013.
5. Opus 5, 2014.

- Pamphile et Philéas, l'intégrale, scénario de Christian Godard, éditions La Vache qui médite :

1. Tome 1, 2013.

Il illustre huit ouvrages dans la série La bibliothèque rose :
1.- Selma Lagerlöf. - Nils Holgersson et Smirre le renard d'après le dessin animé tiré du roman de Selma Lagerlöf ; Josette Gontier raconte.Paris : Hachette, 1985.148 p.-[4] f. de pl. en coul. : ill., couv. ill. en coul. - Bibliothèque rose ; x
2.- Selma Lagerlöf. - Nils Holgersson et son ami l'aigle d'après le dessin animé tiré du roman de Selma Lagerlöf ; Josette Gontier raconte.Paris : Hachette, 1985.- 153 p.-[4] f. de pl. en coul. : ill., couv. ill. en coul. - Bibliothèque rose ; x
3.- Julia Victor. - Les ballons du clown 1986.152 p. : Ill., couv. ill. en coul. ; 17 cm. (La Famille Arc-en-Ciel ; [1]). - Bibliothèque rose ; x
4.- Julia Victor. - Le calumet de la paix 1986. 155 p. : Ill., couv. ill. en coul. ; 17 cm. (La Famille Arc-en-Ciel ; [2]) - Bibliothèque rose ; x
5.- Julia Victor. - La visite du Père Noël 1986. 153 p. : Ill., couv. ill. en coul. ; 17 cm. (La Famille Arc-en-Ciel ; [3]) - Bibliothèque rose ; x
6.- Julia Victor. - La cloche de Pâque 1987. Paris : Hachette, 1987.- 146 p. (La Famille Arc-en-Ciel . ; 4) - Bibliothèque rose ; x
7.- Julia Victor. - Lou et les jeux olympiques 1987. Paris : Hachette, 1987. 149 p.-[4] f. de pl. : couv. ill. en coul. - (La Famille Arc-en-Ciel . ; 5)
- Bibliothèque rose ; x
8. - Jean Chalopin. - L’ Inspecteur Gadget et la princesse. Paris : Hachette, 1990. - 1 vol. (124 p.) : ill., couv. ill. en coul. - Bibliothèque rose ; 1046